# Anna Freud
Anna Freud, avstrijsko-britanska psihoanalitičarka, * 3. december 1895, Dunaj, † 9. oktober 1982, London.
Anna Freud je bila psihologinja avstrijskega rodu, ki je bila skupaj z Melanio Klein začetnica psihoanalitične otroške psihologije. V primerjavi z njenim očetom Sigmundom Freudom je njeno delo poudarjalo pomen ega (jaza).

## Zgodnje življenje
Anna Freud je bila šesti in zadnji otrok Sigmunda Freuda ter Marthe Bernays. V družini je veljala za najbolj problematično. Imela je nesrečno otroštvo, brez bližnjega odnosa s svojo mamo, vzgojena pa je bila s strani katoliške bolniške sestre Josephine. Ni se najbolje ujela s svojo sestro Sophie, s katero sta stalno tekmovali za očetovo naklonjenost. Morda je trpela tudi za depresijo in posledično anoreksijo.
Pomanjkanje očetove pozornosti je skušala nadoknaditi na intelektualnem področju ter mu je v pismih razlagala vse vrste težav in Sigmund Freud se ji je posvetil kot klientki v dveh večletnih obdobjih - med letoma 1918 in 1922, ter med letoma 1924 in 1929. Obravnavo hčere opisuje Jacques Van Rillaer kot "incestuozno analizo".
Zaradi tekmovalnosti in težav so jo večkrat poslali na zdravljenje. Kljub temu je bila po Freudovo zelo živahen in navihan otrok. Pouk v šoli je ni preveč zanimal, so jo pa toliko bolj zanimala razpredanja njenega očeta s svojimi kolegi. Tako se je tudi naučila hebrejsko, angleško, francosko in italijansko. Svoje šolanje je zaključila na Cottage Lyceumu leta 1912. Sigmund Freud naj bi jo v svojih dnevnikih omenjal veliko več kot ostale člane družine.
Po zaključku šolanja je trpela za depresijo in tesnobo, zato je odšla na oddih v Italijo k svoji babici. Leta 1914 je opravila izpit za učitelje in dobila položaj na svoji stari šoli Cottage Lyceum. Učiteljevala je le do 1920, ko je morala zaradi svojih težav končati svojo učiteljsko kariero.
Leta 1923 je predstavila članek »Premagovati fantazije in sanjarjenja« Dunajskemu psihoanalitičnem združenju in posredno postala tudi članica združenja. 1923 je začela svoje lastno psihoanalitično pot s preučevanjem duševnih problemov pri otrocih.
Dve leti kasneje je dobila učiteljsko pozicijo na Dunajskem psihoanalitičnem inštitutu na temo otroške analize.
V letih 1925−1934 je bila sekretarka Mednarodnega psihoanalitičnega združenja, medtem ko se je še zmeraj ukvarjala z otroško psihoanalizo. 1935 je postala direktorica Dunajskega psihoanalitičnega inštituta.

## London
Po uspehih so sledila težka leta za družino Freud, saj so morali prebegniti iz Avstrije v Anglijo, kjer je njen oče, Sigmund, umrl za posledicami raka na čeljusti. Anne to ni zmotilo, saj je kmalu začela predavati o otroški analizi v angleščini. Tistega časa je bilo delo otroške analize raziskovano samo s strani Anne in Melanie Klein, ki je bila Annina mentorica. Njen prihod v London je povzročil delitev šole v tri veje: Freudovska, Kleinina in kombinacija obeh pristopov. Konflikt je bil rešen z vzporednim sprejemom obeh gibanj.
Anna pa se v Angliji ni le poglabljala v svoje raziskave, ampak je tudi pomagala otrokom, ki jih je prizadela vojna in za njih ustanovila posebni center. Hkrati je opazovala vpad starševske skrbi za otroke in jim s svojim centrom tudi pomagala. Zaželeno je bilo, da jih matere obiščejo čim bolj pogosto. Glavna ideja je bila, da otroci ohranijo navezanost na nekoga s tem, ko poskrbijo za nadaljevanje razmerij.
Od 1950 pa do svoje smrti 1982 je redno potovala v ZDA, kjer je imela predavanja in postala tudi častna članica Ameriške akademije za znanost in umetnost. Vmes se je še ukvarjala s problemi o čustveno in socialno prizadetih otrocih ter raziskovala odklone in zaostajanja v njihovem razvoju. Na Yalu je predavala o kriminalu in družini. Temu je sledilo sodelovanje med njo, Josephom Goldsteinom in Albertom J. Solnitom na temo o otrokovih potrebah in zakonu, spisanem v treh delih: Preko najboljšega interesa otroka (1973), Pred najboljšim interesom otroka (1979) in V najboljšem interesu otroka (1986).
Freudova je umrla v Londonu 9. oktobra 1982. Leto po njeni smrti so objavili njena dela in po njej poimenovali prej imenovano Hampsteadsko kliniko, kjer je skrbela za otroke, v Center Anne Freud. 1986 so njen dom , kjer je živela zadnjih 40 let, spremenili na njeno željo v Freudov muzej, ki je bil posvečen njenemu očetu in Britanskem psihoanalitičnem združenju.

## Raziskave
Freudova se je ukvarjala predvsem z otroško psihologijo in temu posvetila dobršen del svoje kariere. Ko je bila v Angliji, se je 
zapletla v spor z Melanio Klein, saj je vsaka imela svojo teorijo o pristopu k analizi otroka. Razlika je bila v tem, da je Kleinina teorija slonela na tem, da je treba otroke obravnavati enako kot odrasle in na njih uporabljati enake metode, ker naj bi otroci imeli superego (nadjaz). Freudova pa je zagovarjala, da otroci (še) nimajo superega in, da bi njihov terapevt moral biti z njimi in jim biti pomembna figura. Zaradi njunih različnih pogledov se je smer otroške psihologije razdelila na Freudino smer, Kleinino smer ter na kombinacijo obeh.
Ko je bila v Angliji je ustanovila center za otroke, ki jih je prizadela vojna in za katere starši niso mogli skrbeti. To ji je dalo idejo za raziskovanje vpliva stresa na otroke iz koncentracijskih taborišč in kako otroci iz teh taborišč nadomestijo pomanjkanje pozornosti s strani svojih staršev s pomočjo svojih vrstnikov.
Freudova se je tudi ukvarjala tudi s proučevanjem ega (jaza). Ego je pravzaprav lastna predstava posameznika o samem sebi, ki je zgrešena. Na temo ega je leta 1935 objavila tudi vplivno študijo o poteh in smereh, pri katerih ego odraža tesnobo in nelagodje, »Ego in mehanizem obrambe«. Njeno delo je postalo temelj raziskovanja ega in ji pridobilo ugled pionirske teoretičarke.

## Zasebno življenje
Še na Dunaju je srečala bodočo sodelavko in prijateljico, Američanko Dorothy Tiffany-Burlingham, ki je tja pripeljala svoje otroke, da bi sinu pozdravili psihosomatske težave s kožo - pri čemer ji je pomagala Anna Freud. Skupaj z družino Freudovih so se pred nacističnim antisemitizmom preselili v novo domovanje v Londonu. Po smrti očeta, sta zaživeli v skupnem gospodinjstvu in partnerstvu za nadaljnjih štirideset let do njene smrti.

## Dela
- Introduction to Psychoanalysis: Lectures for Child Analysts and Teachers (1922–1935)
- Ego and the Mechanisms of Defense (1936); (Pregledana izdaja: 1966 (ZDA), 1968 (VB))
- Infants Without Families Reports on the Hampstead Nurseries by Anna Freud
- Indications for Child Analysis and Other Papers (1945–1956)
- Research at the Hampstead Child-Therapy Clinic and Other Papers: (1956–1965)
- Normality and Pathology in Childhood: Assessments of Development (1965)
- Problems of Psychoanalytic Training, Diagnosis, and the Technique of Therapy (1966–1970)
- Psychoanalytic Psychology of Normal Development